# 陸軍降下猟兵章
陸軍降下猟兵章(りくぐんこうかりょうへいしょう、ドイツ語: Fallschirmschützenabzeichen des Heeres)は、ナチス・ドイツの勲章。

## 概要
1937年9月1日、ヴェルナー・フォン・フリッチュによって制定された。授与対象は空挺降下試験を終えた陸軍の降下猟兵である。
試験合格が授与条件であるため、年1回の履修が義務付けられており、勲章に値する技能技術が備わっているかチェックされた。また、年6回以上のパラシュート降下実施も条件に組み込まれていた。
しかし、やがて陸軍降下猟兵部隊が空軍に取り込まれたため、陸軍降下猟兵章の授与は廃止となった。以降は代わりに空軍降下猟兵章が該当する軍人に贈られることとなった。
戦後、勲章法の施行に伴い、ハーケンクロイツを削り取り非ナチ化された陸軍降下猟兵章のみ佩用が認められた。